# Scrophularia grandiflora
Scrophularia grandiflora é uma espécie de planta com flor pertencente à família Scrophulariaceae. 
A autoridade científica da espécie é DC., tendo sido publicada em Cat. Pl. Horti Monsp. 143 (1813).

## Portugal
Trata-se de uma espécie presente no território português, nomeadamente em Portugal Continental.
Em termos de naturalidade é endémica da região atrás referida.

## Protecção
Encontra-se protegida por legislação portuguesa ou da Comunidade Europeia, nomeadamente pelo Anexo V da Directiva Habitats.